# درية شرف الدين
د.درية شرف الدين إعلامية وناقدة سينمائية وكاتبة مصرية، عضو مجلس النواب المصري وترأس لجنة الثقافة والاعلام والاثار.
ولدت د.درية شرف الدين في مدينة المنصورة شمال القاهرة. درست في كلية الإقتصاد والعلوم السياسية، جامعة القاهرة. وحصلت علي درجة الدكتوراة من المعهد العالي للنقد الفني.
شغلت د.درية شرف الدين عدة مناصب منها رئيس الرقابة على المصنفات الفنية ومنصب وكيل أول وزارة الإعلام ورئيس قطاع القنوات الفضائية وهي عضوة في الدائرة الأولى في المحكمة الإدارية العليا في مصر، وعضو المجلس الاعلي للثقافة. كما أن اسمها مذكور في موسوعة «المرأة عبر العصور» والتي صدرت عن الهيئة المصرية العامة للكتاب.
من مؤلفاتها «السياسة والسينما في مصر»، «أوراق الزمن» ، "إبحار في قلب وعقل البابا شنودة"  و "استرداد وطن"
تقدم برنامج "حديث من مصر" علي قناة مصر الأولي وقدّمت عددا من البرامج المتميزة، لعل أشهرها برنامج نادي السينما الذي كان يبث أسبوعيا على القناة الأولى في التلفزيون المصري وتقدّم فيه فيلما أجنبيا (أمريكيا أو أوروبيا) متميزا وحائزا على جوائز وتستضيف فيه نقّادا لبحث الفيلم بعد عرضه. وقد أوقف برنامج نادي السينما في مارس 2009 بقرار غير مسبب كجزء من خطة التطوير التي تتم في التليفزيون الأرضي الحكومي، ولقد التقت الدكتورة درية بالمذيعة منى الشاذلي في برنامج العاشرة مساءً يوم 15 مارس 2009 وناقشتها في موضوع إيقاف البرنامج وتلقّت عرضاً من رئيس قناة دريم على الهواء في اتصال تليفوني بإعادة البرنامج في قناة دريم. وكذلك تقدم برنامج «سؤال» على شاشة الفضائية المصرية وتناقش فيه بعض القضايا الاجتماعية والسياسية المطروحة على الساحة.

## وزير ة الإعلام
قبلت منصب وزيرة الإعلام في حكومة الببلاوي في 14-7-2013.
واستمرت في منصبها كوزيرة للإعلام في حكومة المهندس إبراهيم محلب في 1-3-2014